# Pselliophora reversa
Pselliophora reversa är en tvåvingeart som beskrevs av Edwards 1921. Pselliophora reversa ingår i släktet Pselliophora och familjen storharkrankar.
Artens utbredningsområde är Myanmar. Inga underarter finns listade i Catalogue of Life.